# J. Hugo Aronson
John Hugo Aronson (* 1. September 1891 in Gällstad, Schweden; † 25. Februar 1978 in Columbia Falls, Montana) war ein schwedisch-US-amerikanischer Politiker und von 1953 bis 1961 der 14. Gouverneur des Bundesstaates Montana.

## Frühe Jahre und politischer Aufstieg
Der in der Gemeinde Ulricehamn geborene Hugo Aronson besuchte die örtlichen Schulen seiner schwedischen Heimat. Im Jahr 1911 kam er in die Vereinigten Staaten, wo er in verschiedenen Bundesstaaten unterschiedlichen Beschäftigungen nachging. Schließlich ließ er sich in Sunburst (Montana) nieder. Dort betrieb er ein Geschäft, in dem Bedarfsartikel für die Ölförderung angeboten wurden.
Aronson war Mitglied der Republikanischen Partei. Zwischen 1934 und 1938 war er Gemeinderat in Cut Bank; zwischen 1939 und 1944 gehörte er dem Repräsentantenhaus von Montana an. Dann wechselte er in den Staatssenat, in dem er von 1945 bis 1952 verblieb. Am 4. November 1952 wurde er zum neuen Gouverneur seines Staates gewählt, wobei er sich mit knapp 51 Prozent der Stimmen gegen den demokratischen Amtsinhaber John W. Bonner durchsetzte.

## Gouverneur von Montana
Aronson trat sein neues Amt am 4. Januar 1953 an. Nach einer Wiederwahl im Jahr 1956 konnte er es bis zum 4. Januar 1961 ausüben. In dieser Zeit wurde die Forstverwaltung des Staates neu organisiert. Eine Erhöhung der Mineralölsteuer sollte dem Ausbau des Straßennetzes zugutekommen. Damals musste sich der Gouverneur erfolgreich mit einer Gefängnisrevolte auseinandersetzen. Gleichzeitig wurden neue Gesetze zur Reform des Gefängniswesens verabschiedet.
Nach dem Ende seiner Amtszeit blieb Aronson politisch aktiv. Im Jahr 1968 unterstützte er den Wahlkampf von Richard Nixon. John Aronson starb am 25. Februar 1978. Er war zweimal verheiratet und hatte ein Kind.